# ウィザードリィIV ワードナの逆襲
『ウィザードリィIV ワードナの逆襲』（ウィザードリィ フォー ワードナのぎゃくしゅう）または『ウィザードリィ シナリオ#4 リターン・オブ・ワードナ』（原題：Wizardry: The Return of Werdna - The Fourth Scenario）は、ロールプレイングゲーム『ウィザードリィ』シリーズの4作目である。1987年にサーテックより発売された。翌1988年には日本向けにNEC PC-88・PC-98対応ソフトとして日本語翻訳版がリリースされている。
本作は先に発売されたシリーズ3作とは内容が大幅に異なっている。前3作までの冒険パーティーによる続編ではなく、本作の主人公はシリーズ1作目『狂王の試練場』（Proving Grounds of the Mad Overlord）の最後で倒され、ダンジョンに封じられた悪の魔術師ワードナである。

## 邦題
『ウィザードリィ』シリーズの各シナリオ邦題は1作目『狂王の試練場』をはじめとして多くがゲームスタジオ制作のファミリーコンピュータ版を初出としているが、本作『ワードナの逆襲』についてはファミリーコンピュータ版が制作されなかったため、しばらくの間邦題が存在しなかった。1988年発売の日本版移植NEC PC-88・PC-98版のゲーム中では英題をそのまま仮名書きした「リターン・オブ・ワードナ」とされていた。1994年のPCエンジン『ウィザードリィIII&IV』でも和訳されたサブタイトルは使用されていない。
『ワードナの逆襲』の初出は1990年発売の手塚一郎のノベライズ作品のタイトルである。このタイトルは2001年発売の『ウィザードリィ ニューエイジオブリルガミン』で初めてゲーム版の日本語タイトルとして正式に採用された。

## 世界観
『ワードナの逆襲』はナンバリングとしては4作目だが世界観はシナリオ1『狂王の試練場』を継承しており、呪文や武器・防具は多くが『狂王の試練場』より引き続き登場するものである。
『狂王の試練場』の最後で冒険者に命を絶たれ、アミュレット（護符）を奪い返されてダンジョン最深部の墓に封印されていたワードナが長い時を経て生き返り、ダンジョンを脱出してかつて冒険者に奪い返されたアミュレットを取り戻すというのが大筋のストーリーである。『ワードナの逆襲』の時代においてはすでに生存していない狂王トレボーの命令によって、かつてワードナ自身が作り上げたダンジョンは『狂王の試練場』時代とは全く異なるものに作り替えられており、ダンジョン内は復活したワードナを再び棺の中に戻さんとする冒険者たちであふれ、各フロアには以前の比ではない凶悪な数の罠も設置され、地上への脱出は困難を極めることになる。ゲーム開始時に表示されるメッセージ"Summoning The Guardians!" "Laying Out Patrol Areas!" "Setting Up The Traps!"（日本語訳：「墓守どもを呼び醒ませ！」「守りを固めろ！」「ワナを忘れるな！」）はワードナを仕留めようとダンジョン内をうろつく冒険者たちの台詞を現している。
本作においては『狂王の試練場』にてワードナを倒しアミュレットを奪い返したのは「ソフトークオールスターズ-1」と名乗る冒険者たちという設定であり、彼らは最終盤に最強の敵パーティーとしてワードナの前に立ちはだかることになる。この設定は同封のマニュアルにも説明されている。このソフトークオールスターズのリーダーである最強の忍者・ホークウィンド（HAWKWIND）は雑誌「ソフトーク」の編集者で本作のシナリオ作者でもあるロー・アダムスのことで、HAWKWINDの名前は彼が関わった本作以外の作品（『ウルティマIV』など）においても散見される。事実上の最終ボスであるホークウィンドは特定の方法でのみ倒せる仕組みとなっており、条件を満たしていない場合はワードナを愚弄した挙句ワードナを神に捧げてゲームオーバーにされてしまう。
上記のホークウィンドのみならず本作はシリーズ中でも冗談・内輪ネタの要素が特に顕著である。たとえば、ダンジョン内に彷徨うトレボーの亡霊を鎮めるキーアイテム・ST.TREBOR RUMP（聖なるトレボーのケツ）は、ダンジョン内の自動販売機で100Gの価格にて購入できるシロモノであり、要はトレボーの骨盤である。他にも異様に防御性能の高いADEPT BALDNESS（ハゲのかつら）、ガスマスクのような見た目だが即死呪文であるマカニト・ラカニトを防ぐことができるOXYGEN MASK（酸素マスク）、地上脱出には絶対必要であるにもかかわらず本作とは直接関係がない『モンティ・パイソン・アンド・ホーリー・グレイル』からのパロディであり確定名でもアイテムの正体すら判然としないHHG of Aunty Ock（オックおばさんの聖なる手榴弾）、他にも使用効果無しのコレクションアイテムなどのふざけた印象のアイテムが多数存在する。

## ゲーム内容
ゲームは地下10階層から成るダンジョンの最下層から始まる。ワードナは往年の力のほとんどを失っており、ゲームを通してその力を徐々に回復していくことになる。当面の目標は自身の全ての力を取り戻してダンジョンを抜け地上に出ることである。
それぞれの階には1つまたは複数のペンタグラム（魔法陣）が配置されている。このペンタグラムには3つの機能があり、1つ目はワードナの強化である。各階で初めてペンタグラムを発見すると、ワードナのレベルが上がり、能力が上がる。1つの階で上がるレベルは1つだけであり、同じ階で複数のペンタグラムを発見してもレベルは上がらない。2つ目の機能は、ワードナの下僕であるモンスターの召喚である。階層が上がるほど召喚できるモンスターも強くなる。召喚は無償で何度でも可能だが、連れ歩けるモンスターは3グループまでで、新しいモンスターを召喚すると既存のモンスターが新しく召喚したモンスターに置き換えられる。3つ目はワードナのHP・MPの回復である。ペンタグラムに入ることでHP全快、各呪文レベルの使用回数が最大の9まで回復する。ただし、これは魔法陣があるブロックに入るとモンスターの再召喚を強制されることも意味しており、ダンジョンの上層ではこれが罠として機能しているポイントも存在する。
モンスターとの戦闘に代わり今作でワードナの敵となるのは前3作のウィザードリィの冒険者たちである。前3作でサーテックへキャラクターディスクを送ったプレイヤーは、本作中で自身のキャラクターを見つけられるかもしれない。
本作には経験値の概念がなく、ワードナの成長手段はより上層のペンタグラムへ入りワードナのレベルを上げることのみである。敵として現れる冒険者たちを殺害すると薬・武器・防具などのアイテムを落とし入手できるものの、ワードナは性格悪の魔法使い(E-MAG)という扱いであるために戦士や僧侶らが使う重装備はまったく装備できない。道具を売買する施設は地上を含めて一切存在しないため、ローブや杖といったわずかな魔法使い用装備品を除きこれら大半の武器・防具はワードナには全く使い道がない。その一方で、冒険者が落としていく一部の武器や道具はイベント進行に必須な重要アイテムであることがある。
なお、本作は複数のエンディングが存在している。真のエンディングでは、ワードナの求めるアミュレットを預けられているカドルト神（Kadorto）の正体がカント寺院の僧侶達が自分達の威厳を保つ為に作ったゴーレムの一種であることが明かされる。

## 製作
本作のシナリオは、ゲーム雑誌「ソフトーク」の編集者で、『ウルティマIV』や『バーズテイル』の制作にも関与したロー・アダムス（Roe R. Adams III）が手掛けており、「これまでのシナリオをクリアしてきたプレイヤーに対する、制作者からの挑戦である」というメッセージがついていた。
『ウィザードリィIV』の発売は当初の予定から数年延期されている。サーテックは1985年のカタログに本作を価格つきで記載していたが、雑誌「コンピューター・ゲーミング・ワールド」の記事では「筆者としてはまだ代金を送金しようとは思わない。本作は冒険ゲーム史有数の発売延期を受けている作品であり(『ウルティマIV』も1年待たされたが、それすらも上回る)、発売日は未だに宙吊りだ」と書かれている。1986年、ロバート・ウッドヘッドは、サーテックによる「名指しは控える某製品」発売が遅れている要因を、UCSD p-Systemへの移植に時間がかかっているためだと発言した。。

## 難易度
『ワードナの逆襲』は非常に難易度の高いゲームであり、マニュアルには「上級者向けのシナリオ」と書かれ、雑誌「コンピューター・ゲーミング・ワールド」でも「ウィザードリィの熟練者のためのゲーム」と謳われていた。 
本作の攻略にはシリーズ第1作の知識が不可欠である。ミスや不運に容赦がないのは前三部作と同様であるが、本作は前三部作とは異なり敵を倒すことによって得られる経験値の概念がない。つまり、困難な戦いに勝利しても報酬は特になく、またプレイヤーが任意のペースでキャラクターを成長させられる仕組みもない。プレイヤーが強くなる唯一の手段は、今いる階層の敵がどれほど圧倒的に強かったとしても、とにかく次の階層まで戦い抜いて新しいペンタグラムに入ることのみである。
前三部作と同じく、道に迷わないよう各階層のマッピングを行うことが重要である。しかし本作はマッピングを行うこと自体の難易度が飛躍的に上昇している。前作までにもダークゾーン、テレポーター、ピット、シュート、そして回転床といった、マッピングを困難にする罠は時折登場したが、本作ではこれらに加えてさらに多様な罠が、それも大量に設置されている。ある序盤の階層には地雷が敷き詰められたエリアがあり、安全なルートを見つけ出すには徹底的な試行錯誤による地雷の位置の確認作業が必須である。また別の階層には、見た目には区別の付かない交差点が複数並んでおり、そのぞれぞれに回転床が設置されているため、向いている方向がわからなくなるというエリアがある。地上脱出の最後の関門として、地下3～1階には「コズミックキューブ」なる3次元迷路がある。これは通路、シュート、はしご、テレポーターなどで相互に繋がる多数の部屋から成っており、それぞれの部屋にも独特のトリックや罠、マッピングを阻む仕組みが用意されている。しかもゲーム中屈指の強敵がこのコズミックキューブをうろついている上、最後のペンタグラムもここにあるので、それ以上ワードナを強化することはできない。
不慣れなプレイヤーにとっては、最初の部屋からの脱出すら困難を極める。この部屋は2×2ブロックで構成されているがどこにも出口がなく、外に出る唯一の方法はMILWA（ミルワ）という明かりの呪文を唱えて隠し扉を出現させることのみである。しかしワードナにはMILWAを唱えることはできない。MILWAを使うためには、僧侶呪文を唱えることができる魔物であるプリーストの力を借りなければならない。戦力になりそうな他の魔物たちを差し置いてあえてプリーストを召喚しなければならず、そのプリーストが戦闘中にMILWAを唱えるまで戦闘を繰り返さなければならない。そしてMILWAにしろ他の呪文にしろ、どんな効果を持つのかゲーム中には説明がない。前三部作を知っているユーザーにしか呪文の効果は分からないのである。知らないプレイヤーにとっては、プリーストが無意味な呪文を唱えている様に見えるだろう。さらに、MILWAの呪文による明かりには歩数制限が存在し、この期限が切れれば扉はまた見えなくなる。
サーテックはこの最初の謎解きの難しさを認めており、本作のパッケージにはこの謎をプレイヤーが解くことができなかった場合にのみ開けるようにと書かれた、最初の部屋からの脱出法が書かれた封筒が入れられていた。

## 敵冒険者
ワードナの敵として現れる冒険者には、シナリオ#1～3でプレイヤーが使用していたものと同じく多くの職業があり、モンスターとしか見えないような存在でも下記のいずれかの職業に属する。転職している敵冒険者は存在せず、例えば魔法使い呪文を操る戦士といった冒険者は登場しない。
敵冒険者との戦闘は現れた相手をワードナが全員殺害あるいは麻痺・石化・眠りのいずれかの状態異常にすれば終了となる。召喚している下僕のモンスターによってはレベルドレイン攻撃ができ、ドレインされた敵冒険者は最大HPが大きく低下するため倒しやすくなり、またレベル1未満になった敵冒険者は即死する。殺害した敵冒険者はフロア移動あるいはセーブ・ロードしない限りは復活しない。
敵冒険者には、特定のパーティーを組まず1人〜3人程度で出逢うものと、地下10階から地下1階においてはリーダーが決まっている名前付きパーティーが各階に複数徘徊しており、パーティーにエンカウントした時はパーティーごとに特定の名乗りをあげたのち必ず冒険者6人で現れる。ただし、それまでにそのフロアですでに敵冒険者を何人も殺害している場合はエンカウント時点で6人のうち一部メンバーが死亡していることがある。また、パーティーのリーダーを殺害以外の状態（麻痺など）で戦闘終了させた場合はパーティーが復活して再度エンカウントしてしまう。
戦士（ファイター）
攻撃力が高い戦士。#1～3のシステムと同じく、後衛にいる場合は攻撃が届かない。
忍者
クリティカルヒットで一撃で殺す能力を持つ。
君主（ロード）
僧侶呪文を操るほか、耐久力が高く後衛の冒険者を守る。
魔法使い（メイジ）
呪文攻撃でモンスターを一度に複数攻撃することができる。
盗賊（シーフ）
攻撃能力は持たないが、ワードナが所持するアイテムを盗む能力を持つ。装備しているアイテム以外は重要アイテムでもすべて盗まれる対象となる。
侍
魔法使い呪文と高い攻撃力を両立する。
僧侶（クレリック）
ワードナが召喚しているアンデッドモンスターをディスペル（退散）により一掃する能力を持つ。
司祭（ビショップ）
多彩な呪文を操ることができる。

## コピープロテクト
本作には変わった形のコピープロテクトが採用されている。ゲームディスクの複製行為自体はブロックされていないが、その代わりにパッケージに冊子が同梱されており、これは「モルドールチャージカード番号」というクレジットカード番号風の16桁の数字が延々記載されたリストとなっている。複写しにくくするため、印刷には暗い赤色の紙が使われていた。ゲームで最初の階層（地下10階）を攻略後、プレイヤーはランダムで表示される12桁の番号に対応する残りの4桁の入力を求められ、冊子から対応する番号を探して入力する必要がある。
この手法は、ユーザーの購入証明のみならず、コピー品をプレイした人間に対しても1層分のみはわざとプレイ可能にしデモとして提供するという形を取っていたことで購入意欲を刺激した。しかしながら、この「モルドールチャージ」番号を算出する仕組みはそれほど複雑ではなく、数学の知識があれば小規模なルックアップテーブルと比較的単純な算術演算を使って正しい値を計算することができてしまう。
このいわゆる「マニュアルプロテクト」によって不正コピーを止めさせようとする試みは、今日であれば少々面倒を強いるものにしかならないが、ネット通信を使用できる環境を持った人がほとんどいなかった当時はそれなりに有効なシステムであった。次作『ウィザードリィV』では同様のプロテクトがより精巧な暗号システムで採用されている。

## 評価
雑誌「コンピューター・ゲーミング・ワールド」のライターであり本作ベータ版のテストを行ったScorpiaは、1987年のレビューで本作を好意的に評価し、発売まで長く待つだけの価値があったと述べている。彼女はこの作品が非常に難しく、『ウィザードリィI』の知識も必要であることを認め、テストプレイ中「アメリカ屈指のゲーマーたちでさえ、どこかしらでヘマをやらかした(私も例外ではない)」と述べつつ、その上で「極めてフェアであり、また恐らく、私がこれまでプレイした中で最も緻密にバランス調整されたゲームのうちの1つだ。パズル、戦闘、ヒント(中略)のひとつひとつに至るまでが注意深く精密に作り込まれている」としている。ゲームのセーブ後に敵が復活してしまう点と相変わらずもの寂しいウィザードリィのグラフィックについては批判しているものの、「最終評価: 独特、プレイ必須!」と結論した。
1988年には雑誌「ドラゴン」#130でHartley、Patricia、Kirk Lesserにレビューされ、"The Role of Computers"のコラムで扱われた。同雑誌#142における1989年のLesser一家によるMS-DOS版のレビューでは5段階評価の3½点を獲得した。
戦闘に勝利し経験値を獲得して徐々に成長するのでなく、各フロアの召喚サークルにたどり着くことでパワーアップする点や、迷宮の各所に散らばったキーアイテムを難解なヒントを元に集めなければ新しいフロアへは進めず、戦闘による力押しの攻略は出来ない点などから、特にドラゴンクエストシリーズのようなゲームに慣れ親しんだ日本のユーザーからは「RPGというよりはパズルゲーム・アドベンチャーゲームである」と評された。
また、一つのフロアに長くとどまると、ワードナの仇敵トレボーの亡霊に追い回されたあげくに憑かれてゲームオーバーになるなどのイベントがプレイヤーに更なる混乱をもたらした。

## リメイク版
本作には難度の非常に高いゲーム進行を少しでも易しくするための要素が加えられたリメイク版が存在する。1994年はPCエンジン・SUPER CD-ROM2用ソフト『ウィザードリィIII&IV』が発売された。また1999年にPlayStation、2002年にWindowsで展開された『ウィザードリィ ニューエイジオブリルガミン』にそれぞれ本作のリメイクが収録されている。

### PCエンジン SUPER CD-ROM2版
ナグザットより発売された『ウィザードリィIII&IV』に収録。開発はアクセス。#3（リルガミンの遺産）と#4（ワードナの逆襲）はBGMを一部共用しているものの完全に独立したゲームであり、ゲーム進行の連携などは特にない。セーブデータも#3・#4でそれぞれ別であり、#3・#4いずれもPCエンジンのバックアップメモリをすべて使用するため、#3プレイ中に#4をプレイする場合はプレイ中のセーブデータをバックアップメモリ等へ移動する必要がある。
バックアップメモリにセーブデータが無い場合や#3のセーブデータがある場合はまず#3のメイン画面が表示される。この画面から「Edge of Town（街はずれ）」→「Utilities」→「WIZARDRY-4」を選択することで#4のメイン画面に移行でき、ゲームを開始できる。バックアップメモリに#4のセーブデータが保存されている場合は直接この#4のメイン画面に移行する。本作オリジナルのオープニングムービーが流れ、その後ゲーム開始となる。

#### ゲーム内容の違い
ワードナやモンスターの成長
原作とは違い冒険者を倒すとワードナや下僕のモンスターが経験値を取得する。一定以上の経験値を取得していると魔法陣(SUMMON CIRCLE)で「祈る」(PRAY)ことでレベルアップが行える。ワードナやモンスターがレベルアップするとHPを含む各種ステータスが成長し、モンスターの場合は上位レベルの呪文を習得することもできる。ワードナについてはレベルが上がっても新たな呪文が使えるようにはならず、原作と同じく上位層の魔法陣に入らなければならない。
モンスターがレベルアップに要する経験値は倍々に増えていく計算式であり、高レベルの冒険者を殺害して得る経験値が飛躍的に増えるシステムでもないことからレベルアップを何度も重ねることは難しく、低レベルのモンスターをいつまでも連れ歩くことは現実的でない。また、召喚しているモンスターのグループが敵冒険者に全滅させられてしまうと、再度召喚してもレベルは初期のものに戻されてしまう。
交換所
ダンジョン内には魔法陣とは別に交換所(EXCHANGE CIRCLE)が追加されている。ここでは不要なアイテムを「ストック」し、それを使用することでワードナのHPを回復させたり下僕のモンスターの数を補充することができる。PCエンジン版ではモンスターが戦闘中に仲間を呼ぶことができないために、モンスターの数を増やすにはこのシステムを利用するしかない。一度ストックしたアイテムは種類関係なく総個数のみで管理されるようになり、再度アイテムとして取り出すことはできない。モンスターの補充に必要なストック数はモンスターの種類によって異なり、レベル10魔法陣のモンスターともなると1体補充するのに20以上のストックが必要になるものもいる。
上記のほか、ダンジョンの仕掛けや一部呪文のレベルが異なる、新たな呪文が追加など細かな差異がある。

### PlayStation・Windows版
ソリトンソフトウェア開発、ローカスより発売された『ウィザードリィ ニューエイジオブリルガミン』に収録。PC88/98版をベースとした「クラシックバージョン」と、ゲームバランスや謎解きの難易度を大きく調整した「アレンジバージョン」が収録されている。クラシックバージョンとアレンジバージョンは完全に独立しており、ゲームの進行は共有できない。また、PC88/98版やPCエンジン版では和訳されているのはメッセージのみでアイテム名・敵冒険者などの固有名詞は英語表記のままであったが、本作では設定によりこれらの固有名詞も日本語訳で表示させることができる。
クラシックバージョンについてはメッセージや一部の演出以外は基本的にPC88/98版のものを踏襲しているため説明は省略する。

#### アレンジバージョン
大きく変更された部分を述べていく。
謎解き
原作のあまりに抽象的なものからより具体的なものに変更、またはヒントが追加されている。例として、ゲーム開始直後にまず魔法陣に入らねばならないというワードナ自身の台詞、その後、閉じ込められた部屋の壁のどこかに隠された扉があるはずという台詞が表示される等。さらには1Fの城壁付近には本作の核心に迫る地下11Fの存在を示唆する張り紙がある。
ブラックボックスの仕様の変更
原作におけるブラックボックスは装身具扱いであり、アイテムを取り出したり入れたりするためにまずブラックボックスを装備しなければならなかった。さらに、ブラックボックスを装備せずにいた場合は敵冒険者のシーフに中身もろとも盗まれてしまうというリスクもあった。それに対し、アレンジバージョンのブラックボックスは地下8Fで敵からのドロップにより入手後は装身具ではなくシステムの一部として組み込まれ、以降はワードナが装備している物以外のすべてのアイテムがブラックボックスに入るようになる（この仕様により、ブラックボックス入手後は敵シーフが完全に無力化する）。保管できる個数も、原作の19個から全アイテムを各99個保管可能と大きく強化されている。
モンスター関連
アレンジバージョンにおける原作との最も大きな違いである。まず、魔法陣でモンスターを召喚する際にモンスターの種族名以外何も情報が表示されなかった原作に対し、モンスターの容姿・攻撃回数・所持呪文・特殊能力など様々な情報が表示され、召喚時の参考にできる。また、3種類のモンスターを1匹～9匹召喚する原作に対し、各モンスターを1体ずつ5種類召喚する形式になっている。モンスターにはプレイヤーが直接命令を下すことができ、戦闘を進めやすくなった。移動中にモンスターに呪文を使わせることもできるようになっている。一方、原作とは違いモンスターも残りMPが管理されるようになり、ワードナと同じく残りMPに気を払う必要がある。
また、周回プレイ要素として、周回ごとに魔方陣で召喚できるモンスターが増えていく要素がある。追加されるモンスターは「ニューエイジオブリルガミン」で同梱されているシナリオ#5（災禍の中心）からのものが多く、周回を重ねれば#5の重要人物であるトランプのロードやゲートキーパー、特定のエンディングを迎えれば最終ボスのソーンまで召喚できるようになる。
エンディング分岐条件の違い
原作では地下7Fで入手する3つの剣もしくは地下11Fで入手するもう1つの剣のどれを装備して3Fのカドルト神に会うかによってエンディングが決定していた。アレンジバージョンでは地下7Fで入手する剣はエンディングには関係なく、地上でワードナが人間たちに対しどのような対応を取るかによって決定する。

## メディアミックス
本作は手塚一郎により小説化され、JICC出版局（現 宝島社）より『小説ウィザードリィ シナリオ4 ワードナの逆襲』のタイトルで1990年に発行された。ゲーム版とは異なり、ワードナに殺戮される冒険者や人間側の視点で描かれたダーク・ファンタジーとなっている。手塚の執筆の経緯は、手塚が所属するスタジオベントスタッフのWebサイトに詳しい。
これ以外にも以下の攻略本が存在する。
- 『ウィザードリィ4 プレイングマニュアル』編: ゲームアーツ、アスキー、1989年、ISBN 4893662414。
- 『ウィザードリィコレクション』著: 鈴木常信、編: アークライト、発行: ローカス、発売: 角川書店、1999年8月1日、ISBN 9784898140079。
  - シナリオ#1-5の攻略記事に加えて、原作者や日本語PC版移植スタッフ、末弥純のインタビューと、さまざまなこぼれ話が掲載されている。また、Apple II版#1 - 5のイメージファイルを収録したCD-ROMが付属しており、別途Apple IIのエミュレータを用意することでプレイできる。後に日本語PC版のイメージファイルを収録した同名のWindows用ソフトも発売されている。